# Élections législatives dans l'oblast d'Irkoutsk de 2018
Les élections législatives dans l'oblast d'Irkoutsk de 2018 (en russe : Выборы в Законодательное собрание Иркутской области (2018)) se sont tenues le 9 septembre 2018 dans le but de renouveler les 45 sièges de l'Assemblée législative de l'oblast d'Irkoutsk, le parlement monocaméral de l'oblast. Elles se déroulent dans le cadre des élections infranationales russes de 2018, où différents sujets vont aux urnes pour élire leur gouverneur, leur parlement, où les deux, lors d'une seule et même journée sur l'ensemble du territoire.
La campagne intervient seulement six mois après l'élection présidentielle russe de 2018, où le président Vladimir Poutine, grand favori des élections, remporte le scrutin dès le premier tour avec 76,69 % des voix, malgré d'importantes irrégularités.
Le parti Russie unie, parti du pouvoir, vainqueur des élections législatives dans l'oblast en 2013, s'inquiète pourtant de celles de 2018, l'oblast d'Irkoutsk étant un fief de l'opposition en Russie, qualifié de « territoire de la contestation ». Son gouverneur, Sergueï Levtchenko, est alors depuis l'élection gouvernorale de 2015 du parti communiste, malgré un score pour Russie unie de 49,60 % au premier tour, mais qui fut totalement renversé par l'arrivée de plus de 100 000 électeurs au second tour pour élire le communiste. Lors des présidentielles de 2018, seuls 55,7 % des électeurs se sont déplacés aux élections, même s'ils votèrent eux à 73,06 % pour Russie unie.
À l'issue des élections, le partie Russie unie perd sa majorité avec 17 sièges en moins, tandis que le parti communiste renforce sa position avec 12 sièges de plus. Aucun parti ne possède cependant la majorité, et les communistes et Russie unie doivent alors s'entendre lors de l'examen des lois. Les petits partis ; le LDPR, Russie Juste, et Plateforme civique ; augmentent leur pouvoir, agissant comme faiseurs de roi. S'ouvre alors dans l'assemblée la période du « parlement européen », nom donné par les médias locaux à cause de la nécessité de négocier et de trouver des coalitions pour le passage de lois, à la manière de la plupart des parlements en Europe.

## Contexte
L'oblast d'Irkoutsk est connu en Russie comme un « territoire de la contestation », en élisant souvent des opposants au parti au pouvoir, c'est-à-dire le parti Russie unie. Son caractère d'opposition tire ses sources dans les exilés décabristes, et s'est affirmée pendant les années suivant la dislocation de l'URSS.

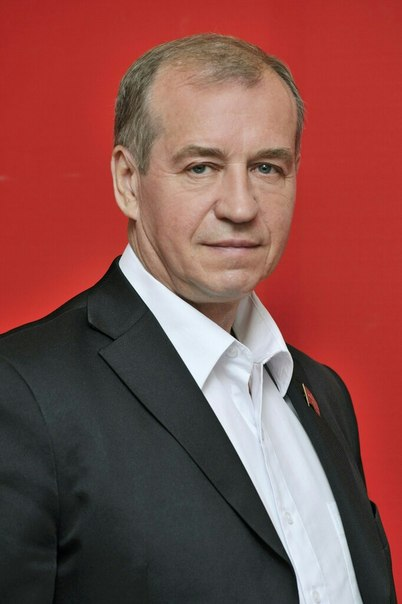
Sergueï Levtchenko.

Lors de l'élection gouvernorale dans l'oblast d'Irkoutsk de 2015, Russie unie subit un revers important . Son candidat, Sergueï Erochtchenko (ru), alors gouverneur par intérim récolta 49,60 % au premier tout, à 0,4 % de la majorité absolue. Mais lors du second tour, plus de 100 000 électeurs supplémentaires se sont déplacées aux urnes, votant principalement pour le candidat communiste Sergueï Levtchenko (ru), qui récolta 56,39 % des suffrages.
En plus de cette élection qui a affaiblit Russie unie, un évènement de la même année l'a aussi affaiblit. Entre l'Assemblée législative et le gouverneur, les relations sont souvent compliquées, avec même en 2008 les députés demandant à Vladimir Poutine de limoger le gouverneur. Ainsi en 2015, la président de l'Assemblée législative Lioumina Berlina (ru) annonça sa démission, effective à partir du 20 avril 2015. Elle était ouvertement en conflit avec le gouverneur d'alors Sergueï Erochtchenko (ru), même si les deux étaient du même parti, Russie unie. Pour Vladimir Matienko, chef du groupe Plateforme civique dans l'Assemblée, elle était « très inquiète que l'AP se transforme en une subdivision du gouvernement de l'oblast d'Irkoutsk ». Pour lui, la chambre perd l'« objectivité et l'impartialité ». De plus, elle était opposée à la nomination au poste d'auditeur de la Chambre de contrôle et des comptes de l'oblast d'Irkoutsk de Ioulia Larionova, la qualifiant de « protégée du gouverneur ».
Lors de l'élection présidentielle russe de 2018, Vladimir Poutine a obtenu 76,69 % des voix, soit seulement le vingt-septième plus bas résultat par sujet, mais le taux de participation était le plus bas du pays, avec seulement 55,7 % qui se sont déplacés aux urnes,.

## Mode de scrutin

Carte des circonscriptions électorales.

Les modalités du scrutin sont définies par la Charte de l'oblast d'Irkoutsk ainsi que par la Loi électorale du 7 novembre 2012.
L'Assemblée législative est le parlement monocaméral de l'oblast d'Irkoutsk. Elle est composée de 45 sièges pourvus pour cinq ans selon un mode de scrutin parallèle. Sur ce total, 22 sièges sont ainsi pourvus au scrutin uninominal majoritaire à un tour dans autant de circonscriptions. Les électeurs votent pour un candidat dans leur circonscription, et le candidat arrivé en tête est déclaré élu. Les 23 sièges restants sont pourvus au scrutin proportionnel plurinominal avec listes fermées et seuil électoral de 5 % dans une unique circonscription englobant tout l'oblast. Après décompte des voix, les sièges sont répartis entre tous les partis ayant franchi le seuil électoral selon la méthode du plus fort reste, en appliquant le quota de Hare. La répartition des sièges à la proportionnelle n'est pas faite de manière à compenser le décalage entre les parts des voix des électeurs et celles des sièges obtenus par l'autre moitié, mais s'additionne simplement à celle ci, donnant au scrutin une forte tendance majoritaire

## Campagne
Le 3 août 2018, la Commission électorale de l'oblast d'Irkoutsk a achevé l'enregistrement des candidats aux législatives régionales. Les quatre partis représentés alors au parlement ; Russie unie, LDPR, KPRF et Russie juste ; ainsi que les trois de plus représentés dans des instances de type raïon ou municipales ; Plateforme civique, Rodina, et RPSS ; n'ont pas eu besoin de recueillir des signatures. Deux petits partis régionaux ont tenté de s'inscrire, mais leurs enregistrements a été refusés.
En tout, sur les 151 candidats nommés, 130 candidats ont été enregistrés, dont seulement deux indépendants.
Le nombre de parti a drastiquement baissé, 17 partis avaient nommé des candidats en 2013. Parmi eux se trouvait Iabloko, dont la candidature a été refusé à cause de la nécessité de récolter des signatures. Grigory Gribenko, chef de la branche régionale, déclare que « Le fait est qu'après 2013, la législation relative à l'enregistrement de la liste des candidats des partis a changé, à savoir que pour l'enregistrement de la liste régionale, il est nécessaire de recueillir les signatures des électeurs. Dans l'oblast d'Irkoutsk, il s'agit de 9,5 mille signatures. À cet égard, le conseil régional du parti a décidé qu'il était impossible de participer aux élections. Le même problème s'applique également aux candidats dans les circonscriptions à mandat unique ». Le Parti de la croissance a lui abandonné, ne présentant aucun candidat, sous l'avis du conseil fédéral du parti.
Chaque candidat indépendant devait récolter au préalable 3 % des signatures de sa circonscription.
Pour Alexeï Petrov, coordinateur régional de Golos, une ONG pour la protection des droits des électeurs, ce changement de conditions pour l'enregistrement devrait être révoqué, car le nombre de candidats a été divisé par deux par rapport à 2013.
Pour Vladislav Chindaïev, consultant politique régional, il note que « les élections se déroulent sur le mode des ressources économiques et stratégiques limitées. Si auparavant les pouvoirs exécutif et législatif étaient représentés par un seul parti, maintenant tout a changé, tous les accents ont été redistribués. Et même la ressource administrative dans les territoires travaille déjà de l'autre côté des barricades. Toute la campagne se résume à deux choses. Le premier est la réalisation des accords stratégiques nécessaires, et le second est un travail actif dans la circonscription, sur le terrain, c'est-à-dire directement avec les électeurs ». De plus, l'électorat est fatigué selon lui, avec les élections de mars.
Cependant, la réforme des retraites passé par Vladimir Poutine pourrait selon lui faire donner l'envie aux gens d'aller voter.
Concernant le Parti communiste, la campagne était marquée par un manque de croyance en soi. Selon un expert, cela est confirmé par le fait qu'il est présenté un projet de loi pour que la stratégie de développement socio-économique de l'oblast d'Irkoutsk sera approuvée non pas par l'Assemblée législative, mais par le gouvernement
Russie unie ne se sent pas non plus confiant, car le KPRF a placé ses meilleures personnalités dans les fiefs de Russie unie. Dans le raïon d'Oussolie-Sibirskoïe, le député Andreï Labyguine a été placé par le KPRF, mais Russie unie a répliqué en mettant le vice-premier ministre de l'oblast, de Russie unie, Viktor Kondrachov.

### Sondages
Dans les sondages précédents l'élection, Russie unie est donnée première, bien que n'atteignant pas la majorité, tandis que le KRPF ressert son écart dans les semaines précédant l'élection. Le parti libéral-démocrate tourne aux alentours de 15 %, tandis que Russie juste perd 3 % entre le 23 août 2018 et le 3 septembre 2018. Les autres partis sont tous égal ou inférieur à 3 % dans les sondages.
| Sondeur | Date               | Abstention | Indécis | Russie unie | KPRF | LDPR | Russie juste | RPSS | Plateforme civique | Rodina | Autres |
| ------- | ------------------ | ---------- | ------- | ----------- | ---- | ---- | ------------ | ---- | ------------------ | ------ | ------ |
| Sondeur | Date               | Abstention | Indécis |             |      |      |              |      |                    |        |        |
| CIPKR   | 21-23 août 2018    | -          | 20 %    | 31 %        | 20 % | 16 % | 7 %          | 2 %  | 2 %                | 1 %    | 1 %    |
| FOM     | 27-31 août 2018    | 20 %       | 15 %    | 32 %        | 15 % | 11 % | 4 %          | 1 %  | 1 %                | 0 %    | 2 %    |
| CIPKR   | 2-3 septembre 2018 | 6 %        | 9 %     | 29 %        | 23 % | 18 % | 4 %          | 3 %  | 1 %                | 1 %    | 2 %    |

## Résultats
Les élections sont une victoire pour le parti communiste, qui devient le premier parti de l'assemblée, en n'obtenant pas toutefois la majorité absolue, mais obtiennent 12 sièges de plus, alors que Russie unie en perd 12, perdant sa majorité absolue. Le parti libéral démocrate garde son nombre de 4 sièges, tandis que Russie juste obtient un nouveau député. Plateforme civique n'obtient aucun siège à la proportionnelle, n'arrivant pas à dépasser le seuil électoral, mais obtient tout de même 3 sièges dans des circonscriptions uninominales. Le RPSS, le parti des retraités et Rodina n'arrive pas à faire élire de députés. Le taux de participation était très faible, de seulement 26,3 %.
Le taux de femmes reste faible dans le parlement, avec seulement cinq femmes députées, sur les 33 femmes qui se sont présentées aux élections. Ces députées sont membres pour deux de Russie unie, pour une du KPRF, ces trois déjà présentes dans l'Assemblée présente, tandis qu'une de Plateforme civique et une autre de Russie juste y font leur entrée.
Le renouvellement des sièges est important, seuls 31,8 % des députés élus dans les circonscriptions uninominales de la nouvelle législature étaient présents dans l'ancienne.
Selon le président de la commission électorale de l'oblast d'Irkoutsk, Ilia Dmitriev, lors d'une conférence le 10 septembre, six plaintes pour fraudes électorales ont été reçues, mais aucune d'entre elles n'a pu être confirmée. Trois des plaintes concernaient des faits supposés de corruption, deux de campagnes illégales sur internet, et une d'informations inappropriées de la commission électorale d'une circonscription. Toutes les plaintes ont cependant selon lui été transmises au parquet.
| Parti                                         | Parti                                             | Proportionnelle | Proportionnelle | Proportionnelle | UM1    | Total Sièges | +/-           |
| Parti                                         | Parti                                             | Voix            | %               | Sièges          | Sièges | Total Sièges | +/-           |
| --------------------------------------------- | ------------------------------------------------- | --------------- | --------------- | --------------- | ------ | ------------ | ------------- |
|                                               | Parti communiste                                  | 166 759         | 33,94 %         | 9               | 9      | 18           | 12            |
|                                               | Russie unie                                       | 136 704         | 27,83 %         | 8               | 9      | 17           | 12            |
|                                               | Parti libéral-démocrate                           | 34 583          | 15,80 %         | 4               | 0      | 4            | en stagnation |
|                                               | Russie juste                                      | 77 610          | 7,04 %          | 2               | 1      | 3            | 1             |
| Seuil électoral pour la proportionnelle - 7 % |                                                   |                 |                 |                 |        |              |               |
|                                               | Parti communiste de la justice sociale            | 23 791          | 4,84 %          | 0               | 0      | 0            | en stagnation |
|                                               | Plateforme civique                                | 23 320          | 4,75 %          | 0               | 3      | 3            | 1             |
|                                               | Parti russe des retraités pour la justice sociale | 6464            | 1,32 %          | 0               | 0      | 0            | en stagnation |
|                                               | Rodina                                            | 0               | 0               | 0               | 0      | 0            | en stagnation |
|                                               | Indépendants                                      |                 |                 |                 |        |              |               |
|                                               | Votes blancs et invalides                         |                 |                 |                 |        |              |               |
| Votes valides                                 |                                                   |                 |                 |                 |        |              |               |
| Votes blancs et invalides                     |                                                   |                 |                 |                 |        |              |               |
| Total                                         | Total                                             |                 | 100             | 23              | 22     | 45           | en stagnation |
| Abstentions                                   |                                                   |                 |                 |                 |        |              |               |
| Inscrits / participation                      |                                                   |                 |                 |                 |        |              |               |

## Analyse et conséquences
Pour RIA Novosti, une des plus importantes agences de presse de Russie, et classifiée comme organe de propagande du Kremlin, la victoire du KPRF renforce la position de l'actuel gouverneur communiste. Selon une consultante interrogée par cette agence de presse,« À Irkoutsk, la situation est simple. Le gouverneur communiste [Sergueï Levtchenko] a essayé de toutes ses forces d'obtenir une majorité au parlement. Et il y est parvenu ».
Mikhaïl Chtchapov (en), député du KPRF à la Douma d'État, déclare dans la soirée que « Bien sûr, la situation actuelle est un défi pour les communistes, et pour l'oblast dans son ensemble, mais c'est aussi une opportunité de ne pas perdre de temps et d'énergie dans des conflits politiques, mais de se concentrer sur les questions économiques et sociales. »
Traditionnellement, Russie unie et le LDPR ; le « bloc bleu », s'allient entre eux, tandis que le « bloc rouge », composé du KPRF et de Plateforme civique, s'allient eux entre eux. Chacun de ces deux blocs a reçu 21 sièges, faisant que Russie juste devient le faiseur de rois, même si le LPDR et Plateforme civique peuvent eux aussi être classifié de faiseurs de roi, leurs votes ne correspondant pas toujours.
Le KPRF obtient sa plus grande représentation dans n'importe quel sujet, avec 42 % des sièges. Pour irk.ru, ces élections avec l'arrivée de cinq partis est un « évènement vraiment significatif ». La période qui s'ouvre est appelée « parlement européen » par plusieurs politologues, en référence aux nécessité de faire des coalitions dans de nombreux corps législatifs en Europe, et où chaque examen de loi nécessite des accords entre les différents partis.
Pour le politologue et ancien député Oleg Matveïtchev (en), ainsi que spin doctor du Kremlin, il dit que « Quant à Irkoutsk - je ne sais pas à quoi on pouvait s'attendre là-bas - il y a un gouverneur communiste qui a conduit sa faction à l'assemblée législative », en ajoutant que « Ils ont obtenu une majorité, mais pas une majorité solide. Naturellement, il y aura de l'opposition. Toute confrontation ne mène à rien de bon. Là-bas, les gens eux-mêmes ont choisi leur destin - qu'ils ont maintenant une guerre éternelle dans l'oblast et dans l'assemblée. Il y aura une autre phase de la guerre. C'était ennuyeux pour eux de vivre en paix et de bien se développer - ils se sont acheté un cochon. Laissez-les vivre avec lui maintenant. »
Pour irk.ru, média régional, l'« oblast d'Irkoutsk continue de protester ». Le journal analyse que certes la participation n'est pas élevée, principalement en ville, dont Bratsk avec le taux le plus bas, mais que les régions rurales de l'ex Bouriatie-Oust-Orda se sont relativement mobilisées.
Le média relève que des homonymes ont été utilisés lors des élections, avec dans circonscription n°5 deux Viktor Kondrachov, dont l'ex maire d'Irkoutsk Viktor Krondrachov (ru) qui remporta la circonscription. Le candidat de Russie unie dans cette circonscription, Andreï Labyguine, alors député et un des meilleurs atouts du parti, a fini second.
Même exemple dans celle n°16, où un Nikolaï Troufanov et un Mikhaïl Troufanov se sont battus pour le siège, mais remportés par aucun d'entre eux.
Dans deux circonscriptions, des filles de députés ont été nommées, avec le père qui a gagné dans la n°2 mais la fille perdant dans la n°13. Dans la n°3, la fille d'un député de la législature précédente décidant de ne pas se représenter s'est présenté, mais a échoué.
À Oussolie-Sibirskoïe, deux familles d'agriculteurs puissants se sont battues, avec d'une part les Soumarokov au travers de Pavel Soumarkov qui a remporté, avec en face Stepan Frantenko. Le premier possède le complexe porcin de la ville, le seconde grandes fermes.